# Euphonix
Euphonix war eine US-amerikanische Firma für professionelle Tontechnik mit Sitz in Mountain View, Kalifornien. Euphonix produzierte in den späten 1980ern die erste erfolgreiche Linie von großen, digital kontrollierten analogen Audio-Mischpulten und hat seitdem in komplett digitale Systeme expandiert. Im Jahr 2010 wurde das Unternehmen von Avid übernommen.

## Geschichte

### Gründung durch IPO
Der Ansatz von Euphonix, digitale Logik zu nutzen, um mehrere analoge Signal-Eingänge zu verarbeiten, entspringt ursprünglich Ideen von Scott Silfvast. Tagsüber beschäftigt bei Stanford Research Systems (SRS), entwickelte er nachts die Vorläufer-Konzepte für das, was später Euphonix' erstes Produkt werden sollte, der Crescendo. Der Designer Adam Reif, ebenfalls ein Angestellter von SRS, schloss sich Scott im Jahr 1988 an, um Euphonix in einer Garage in Palo Alto hinter Scott’s Wohnsitz zu starten. Zur gleichen Zeit designte der jüngere Bruder Rob Silfvast den vier-Kanal Equalizer von Crescendo, eine ihrer kennzeichnenden Technologien, als seine Abschlussarbeit an der Universität von Arizona. Kurz danach stießen Andrew Kalman (der ebenfalls bei SRS mit Scott und Adam gearbeitet hatte) und sein Zimmergenosse an der Stanford University, Russ Kadota, zum Team dazu, um die Firmware und die Software wiederum für den Crescendo zu entwickeln.
Anfangs war Euphonix privat finanziert. Viele der frühen Investoren waren Freunde und Familienangehörige der Mitarbeiter. Als die Lohnliste und die Geschwindigkeit des Geldflusses zunahmen, wurde das private Investment abgesichert. Industrie-Veteranen wurden eingestellt, als die Firma aus der Garage herauswuchs und in ein größeres Gebäude umzog – unter demselben Dach wie Fry's Electronics in Palo Alto, Kalifornien.

### Der Name Euphonix
Noch bei SRS, zog Scott verschiedene Namen für die zukünftige Firma in Betracht und war sehr angetan von dem Wort „euphonic“, was „von gutem Sound“ meinte. Schlussendlich wurde der Name „Euphonix“ angenommen. Im Jahr 2004 geriet Euphonix in eine Auseinandersetzung um das Markenzeichen mit Euphonic Audio, Inc.

### IPO
Euphonix ging 1995 an die Börse, der NASDAQ (EUPH). Wie viele andere Unternehmen des Silicon Valley sank ihr Börsenwert über die nächsten Jahre und dementsprechend wurde Euphonix wieder ausgelistet.

### Heute
Euphonix' Kunde, Dieter Meier von der Band  Yello, erwarb letztendlich einen bestimmenden Anteil an der Firma und übernahm sie in den privaten Sektor. Im April 2010 wurde Euphonix von Avid erworben. So konnte die Firma bis heute als Premium-Anbieter von Audio-Elektronik für eine Vielzahl von anderen industriellen Bereichen fortgeführt werden.

## Wirkung in der Tonträger-Industrie
Euphonix' Eintritt in den professionellen Tonträger-Markt implementierte eine Technologie, die die Arbeitsmethoden signifikant verbesserte und ebenso die Wirtschaftlichkeit von Musikproduktionen und Produktionen von Ton für Film und Fernsehen. Das grundlegend neue Design von Euphonix gewann etliche Industriepreise. Die Systemintegration war immer ein wichtiger Aspekt der Entwicklung von Euphonix-Produkten.

## Mischpulte

### Entwicklung
Das erste Crescendo-System wurde im Jahr 1990 an die Poolside Studios (jetzt Outpost Studios) in San Francisco ausgeliefert. Crescendo wandelte sich in CSII und zum Schluss in CS2000 und CS3000. Auf diesem Weg gewann es ein schnelleres Interface (10 Mbit/s) zum Computer mit dem Z180-basierten APU Modul, wurde vollautomatisch, wurde mit Flachbildschirm-Displays ausgestattet und mit motorbetriebenen Fadern, wuchs in der Größe auf 102 Kanäle via zweier Audio Mainframes und einem breiteren Mix Controller Schema, wurde vielen kosmetischen und Verpackungs-Verbesserungen unterzogen und wurde erweitert mit externen Modulen (zum Beispiel dem Cube und dem ES108 dynamischen Prozessor).

### Nutzer
Euphonix' analoges Pult fand schnell Freunde unter Musikern, Komponisten, Fernsehstationen, Post-Production-Häusern, Opernhäusern und anderen  Veranstaltern rund um die Welt. Bekannte frühe Anwender sind die Filmkomponisten Hans Zimmer und A.R. Rahman.

### Ende des Produktlebenszyklus
Ab 1999 wurde die Crescendo/CSII/CS2000/CS3000-Linie Stück um Stück auslaufen gelassen und ersetzt durch Euphonix' System 5 volldigitales Pult. Mehrere hundert Crescendo/CSII/CS2000/CS3000-Pulte sind noch heute in Gebrauch.